# Putrefação

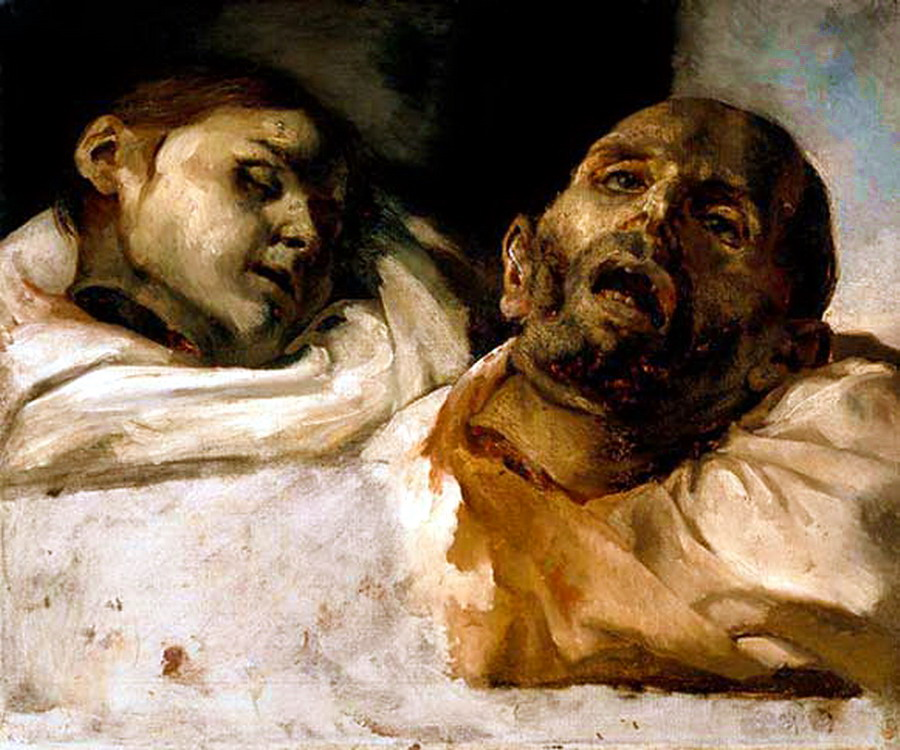
Pintura de Théodore Géricault mostrando cabeças em putrefação.

Putrefação é um dos estágios da decomposição do corpo de um animal morto. À temperatura ambiente começa geralmente de 12 a 24h após a morte. É causado principalmente devido às atividades das bactérias do intestino que digerem as proteínas e excretam gases (como metano, cadaverina e putrescina) com um forte e desagradável odor. Os gases se acumulam na cavidade abdominal produzindo um aspecto esverdeado e inchaço do corpo em decomposição. O forte odor atrai moscas varejeiras que depositam seus ovos e aceleram a decomposição.

## Processo
A decomposição de proteína em um processo que resulta num eventual colapso da coesão entre os tecidos e a liquefação da maioria dos órgãos. Sem a manutenção constante da homeostase bioquímica do organismo, as proteínas começam espontaneamente a hidrolisar em aminoácidos quimicamente mais simples. A hidrólise de proteínas é acelerada por bactérias anaeróbicas do trato digestivo. Como as proteínas são continuamente repartidas em componentes menores pelas bactérias, um dos subprodutos são os gases como metano, putrescina e cadaverina, que geram o forte odor característico da carne podre. Inicialmente, os gases da putrefação são retidos dentro das cavidades do corpo, mas, eventualmente, difundem pelos tecidos adjacentes.
No decurso de putrefação, as rupturas dos tecidos do corpo liberam o gás. À medida que as larvas nascem e começam a consumir, digerir e excretar os restos de tecidos, a decomposição do organismo progride para a etapa de esqueletização. Este consumo continuado também resulta na produção de etanol pelas bactérias, o que pode tornar difícil determinar se houve ingesta de álcool prévia a morte em autópsias, particularmente em cadáveres submergidos em água parada.

### Putrefação avançada
Entre o 10o e o 25o dia, começa a decomposição ativa em que a maior parte da massa corporal será consumida principalmente devido à atividade das larvas de insetos. O organismo morto começa a colapsar permitindo que os fluidos dispersem pelo ar e solo circundantes.

## Cronologia
- 0-1 dia: Pallor Mortis, Algor Mortis, Rigor Mortis e Livor Mortis são os primeiros passos no processo da decomposição, antes da putrefação.
- 2-3 dias: Descoloração aparece na pele do abdômen. O abdômen começa a inchar, devido à formação de gás.
- 3-5 dias: Veias descoloridas se tornam visíveis e a descoloração avança.
- 5-6 dias: Os gases incham e formam bolhas na pele do abdômen.
- 2 semanas: O abdômen fica completamente inchado acumulando gases.
- 3 semanas: Os tecidos se tornam moles, os órgãos vazam os gases e as unhas caem.
- 4 semanas: Os tecidos moles começam a liquefazer e o rosto se torna irreconhecível. Essa decomposição leva ao processo de esqueletização.

O primeiro sinal de putrefação externo num corpo é uma mancha geralmente esverdeada que aparece entre 12-24 horas no abdômen, e o primeiro sinal de putrefação interno é uma coloração esverdeada no interior do fígado. A velocidade da putrefação depende de muitos fatores como o clima, a exposição e localização. Assim, refrigeração em um necrotério ou funerária pode retardar o processo, permitindo o enterro em três dias após a morte sem embalsamamento. Na morte por envenenamento, a putrefação do corpo é quimicamente adiada por venenos, tais como antimônio, arsênio, ácido carbólico (fenol), e cloreto de zinco.